# Светлица (Тверская область)
Све́тлица — деревня в Сорожском сельском поселении Осташковского района Тверской области. 

## Название
Поскольку деревня находится на одноимённом полуострове, в отношении деревни распространено выражение с частицей «на», то есть «на Светлице», «со Светлицы».

## География
Находится на берегу озера Селигер напротив монастыря Нило-Столобенская пустынь в 18 км от районного центра Осташков и в 13 км от Сороги.
Деревня расположена на полуострове, от которого проложен мост («мосток») до острова Столобный, где расположен монастырь.

## История

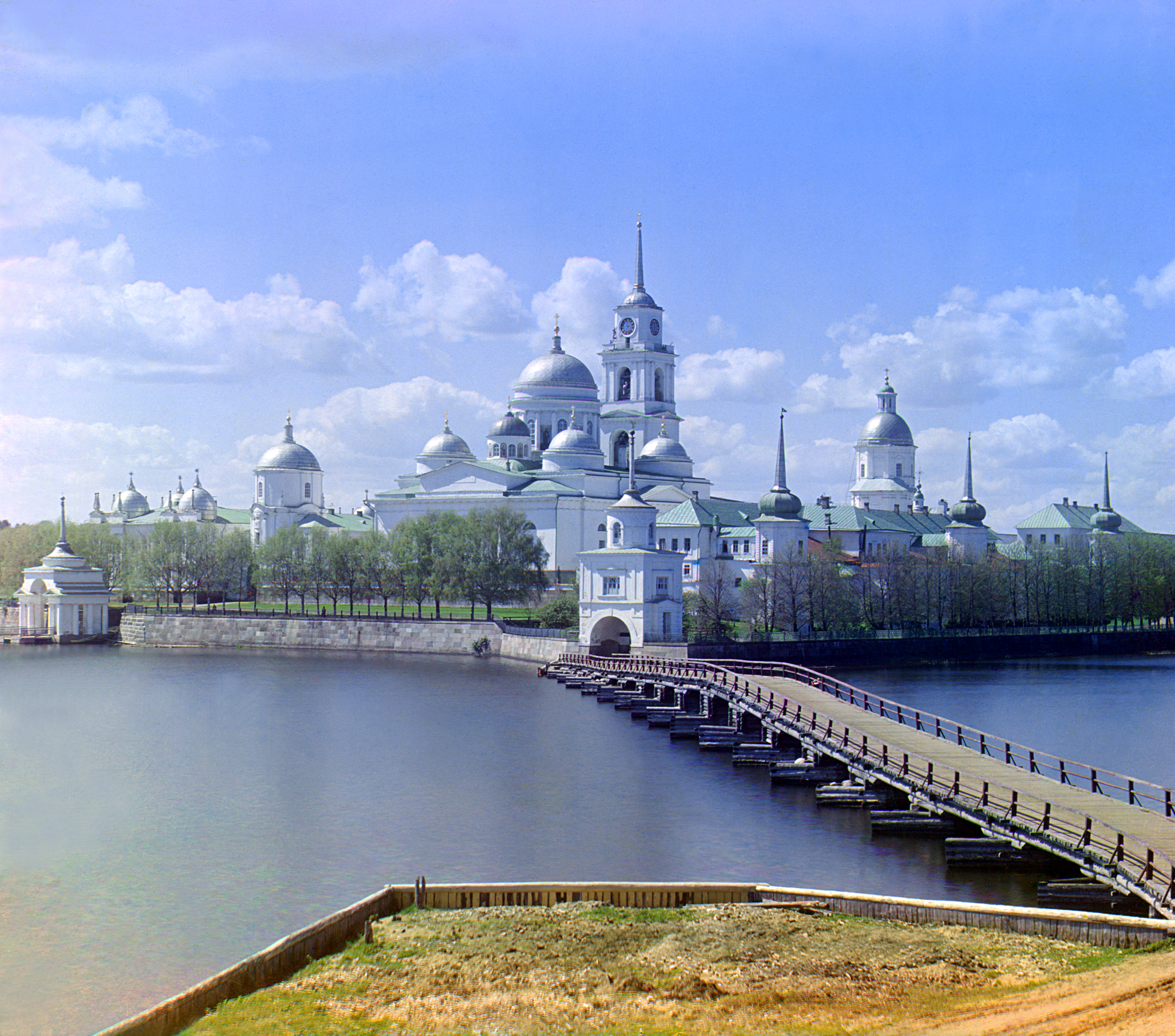
Нило-Столобенская пустынь, фото сделано из Светлицы Сергеем Прокудиным-Горским в 1910 году

Деревня образовалась возле монастыря Нилова пустынь и изначально носила название Святица. Всё время существование деревни основную социальную и хозяйственную роль в её судьбе играл монастырь. Основная застройка деревни началась во второй половине XIX века. В 1920-х годах монастырь был закрыт, а в его зданиях расположилась сначала специальная школа, затем колония для малолетних преступников. В канун Великой Отечественной войной в монастыре содержались польские военнопленные после Польского похода РККА. Во время войны в монастыре располагались военные госпитали. После войны в монастыре вновь была организована колония для несовершеннолетних, затем в 1960—1970 годах дом престарелых и инвалидов. С 1971 года в монастыре располагалось туристическая база. Всё это время в деревне, как правило, проживал персонал вышеуказанных заведений.

## Население
| 1968 | 1989 | 1998 | 2002 | 2008 | 2010 |
| ---- | ---- | ---- | ---- | ---- | ---- |
| 225  | ↘86  | ↘39  | ↗65  | ↘37  | ↗86  |

В 1968 году в деревне проживало 225 человек, в 1989-м — 86, в 1998-м — 39, по переписи 2002 года в деревне зарегистрировано 65 человек. Численность населения в летний период значительно возрастает, с развитием туризма число посещений деревни туристами также постоянно увеличивается.
Основные занятия местных жителей связаны с мелким туристическим бизнесом, в деревне продаются сувениры, связанные с Селигерским краем, а также копчёная рыба (чаще привозная, чем селигерская). Некоторые местные жители организовали водное такси на своих частных моторных лодках для переправки туристов на остров Хачин. Жители сдают жильё для туристов.

## Форум Селигер
С 2001 года рядом с деревней в бору в летний период располагается лагерь различных молодёжных движений. В 2001 году это были «Идущие вместе», после образования организации «Наши» она также располагает там свой лагерь. С течением времени число людей в лагере росло, площадь его значительно увеличилась, что привело к значительному ухудшению экологической обстановки в окрестностях деревни. Несмотря на предпринимаемые меры после сворачивания лагеря остаётся много мусора, а также вытоптанная земля площадью в несколько гектаров.
С 2005 года на этой площадке проводится форум «Селигер», который в 2009 году посещал премьер-министр России Владимир Путин.
Жители Светлицы и окрестных населённых пунктов, так же как и туристы, как правило, негативно относятся к соседству с этим форумом.